# Diospyros oaxacana
Diospyros oaxacana är en tvåhjärtbladig växtart som beskrevs av Paul Carpenter Standley. Diospyros oaxacana ingår i släktet Diospyros och familjen Ebenaceae. Inga underarter finns listade i Catalogue of Life.